# Amphoe Lao Suea Kok
Amphoe Lao Suea Kok (Thai: อำเภอ เหล่าเสือโก้ก) ist ein Landkreis (Amphoe – Verwaltungs-Distrikt) im Norden der Provinz Ubon Ratchathani. Die Provinz Ubon Ratchathani liegt in der Nordostregion Thailands, dem so genannten Isan.

## Geographie
Benachbarte Landkreise (von Norden im Uhrzeigersinn): die Amphoe Phana der Provinz Amnat Charoen, sowie die Amphoe Trakan Phuet Phon, Don Mot Daeng, Mueang Ubon Ratchathani und Muang Sam Sip der Provinz Ubon Ratchathani.

## Geschichte
Lao Suea Kok wurde am 30. April 1994 zunächst als „Zweigkreis“ (King Amphoe) eingerichtet, indem das Gebiet vom Amphoe Mueang Ubon Ratchathani abgetrennt wurde.
Am 15. Mai 2007 hatte die thailändische Regierung beschlossen, alle 81 King Amphoe in den einfachen Amphoe-Status zu erheben, um die Verwaltung zu vereinheitlichen.
Mit der Veröffentlichung in der Royal Gazette „Issue 124 chapter 46“ vom 24. August 2007 trat dieser Beschluss offiziell in Kraft.

## Verwaltungseinheiten
Provinzverwaltung
Der Landkreis Lao Suea Kok ist in vier Tambon („Unterbezirke“ oder „Gemeinden“) eingeteilt, die sich weiter in 55 Muban („Dörfer“) unterteilen.
| Nr. | Name         | Thai       | Muban | Einw. |
| --- | ------------ | ---------- | ----- | ----- |
| 1.  | Lao Suea Kok | เหล่าเสือโก้ก | 12    | 7.845 |
| 2.  | Phon Mueang  | โพนเมือง    | 17    | 7.261 |
| 3.  | Phaeng Yai   | แพงใหญ่     | 13    | 4.758 |
| 4.  | Nong Bok     | หนองบก     | 13    | 7.370 |

Lokalverwaltung
Es gibt eine Kommune mit „Kleinstadt“-Status (Thesaban Tambon) im Landkreis:
- Lao Suea Kok (Thai: เทศบาลตำบลเหล่าเสือโก้ก) besteht aus dem gesamten Tambon Lao Suea Kok.

Außerdem gibt es drei „Tambon-Verwaltungsorganisationen“ (องค์การบริหารส่วนตำบล – Tambon Administrative Organizations, TAO):
- Phon Mueang (Thai: องค์การบริหารส่วนตำบลโพนเมือง)
- Phaeng Yai (Thai: องค์การบริหารส่วนตำบลแพงใหญ่)
- Nong Bok (Thai: องค์การบริหารส่วนตำบลหนองบก)